# Pomnik Włodzimierza Lenina w Ułan Ude
Pomnik Włodzimierza Iljicza Lenina w Ułan Ude (ros. Памятник Владимиру Ильичу Ленину в Улан-Удэ), zwany popularnie Głową Lenina (ros. Голова Ленину) – pomnik, znajdujący się w buriackim Ułan Ude, przedstawiający głowę Włodzimierza Lenina wzniesiony w 1971 roku na głównym miejskim placu. Jest to największy tego typu pomnik na świecie i jeden z symboli miasta oraz regionu.

## Historia
Motywem wzniesienia pomnika Włodzimierza Lenina w Ułan Ude była chęć uczczenia, przypadającej w 1970 roku, setnej rocznicy urodzin wodza przewrotu październikowego. Wcześniej na głównych ulicach miasta znajdowały się już trzy mniejsze monumenty tego typu, ale postanowiono je usunąć i zastąpić jednym większym, gdyż uznawane one były za mało satysfakcjonujące. Władze Ułan Ude chciały uniknąć wzniesienia banalnego pomnika, jakich mnóstwo zobaczyć można było w większości radzieckich miast, dlatego też postanowiono postarać się o oryginalną i kreatywną formę upamiętnienia Włodzimierza Iljicza. Projekt monumentu wykonali Aleksiej Nikołajewicz Duszkin (Алексей Николаевич Душкин) i Pawieł G. Zilberman (Павел Г. Зильберман). Ten drugi był szefem wydziału planowania i architektury miasta w latach 1966–2001. Samą rzeźbę, przedstawiającą głowę założyciela radzieckiego państwa, stworzyli Gieorgij Wasiljewicz Nieroda (Георгий Васильевич Нерода) i Jurij Wasiljewicz Nieroda (Юрий Васильевич Нерода). Rzeźba była prezentowana na wystawach m.in. w Montrealu i w Paryżu. Natomiast na specjalnej wystawie w Moskwie, poświęconej przedstawianiu postaci Lenina w sztukach pięknych i architekturze, autorzy za ten projekt zostali nagrodzeni nagrodą państwową. Budowa rozpoczęła się jeszcze w 1970 roku, a całość wykonana została w zakładach w Mytiszczi. Rzeźba, z uwagi na swą wielkość, została rozdzielona na dwie części i koleją przetransportowana do Ułan Ude, gdzie została złożona w całość. Przy produkcji zastosowano specjalną technikę chroniącą brąz przed trudnymi warunkami atmosferycznymi, w ówczesnym Związku Radzieckim znajdował się tylko jeden specjalista mogący zapewnić tego typu usługę. Władze miasta sprowadziły go specjalnie do stolicy Buriacji. Pomnik Włodzimierza Lenina w Ułan Ude został uroczyście odsłonięty 5 listopada 1971 roku.

Widok z tyłu

Widok z profilu na pomnik.

Po rozpadzie Związku Radzieckiego pojawiły się głosy domagające się usunięcia pomnika. Lenin został określony jako symbol bolszewizmu i komunizmu, który przyniósł Buriacji więcej cierpień niż dobra i dlatego jego pomnik nie powinien znajdować się na głównym placu miasta. Władze odrzuciły tego typu argumentację, twierdząc, że pomnik jest dziedzictwem przodków i jako taki powinien zostać zachowany. Przed pomnikiem odbywają się manifestacje i uroczystości organizowane m.in. przez Komunistyczną Partię Federacji Rosyjskiej. W sierpniu 2011 roku, w czasie swojej wizyty w Rosji, przywódca Korei Północnej Kim Dzong Il, specjalnie udał się do tej części miasta, by móc pokłonić się przed pomnikiem Lenina i w ten sposób złożyć hołd przywódcy radzieckiego i światowego proletariatu.

## Charakterystyka
Pomnik znajduje się przed Domem Sowietów. Według pomysłodawców ich celem było przedstawienie zamyślonej twarzy Lenina jako filozofa. Wysokość cokołu wynosi 6,3 metra, wysokość samej głowy Lenina to 7,7 metra. Szerokość od lewego ucha do prawego to 4,5 metra. Pomnik wykonany został z brązu, a jego łączna masa wynosi 42 tony. W 2002 roku głowa Lenina została poddana pracom remontowym.
Monument w Ułan Ude jest największym pomnikiem na świecie przedstawiającym głowę Włodzimierza Lenina. Obywatele Buriacji uważają go za drugi po jeziorze Bajkał najważniejszy symbol regionu. Wśród mieszkańców Ułan Ude jest on znany po prostu jako „głowa”, a także stanowi punkt orientacyjny na mapie miasta. Według obiegowej opinii azjatyckie rysy twarzy Lenina pomogą, jeśli w przyszłości zmieni się sytuacja polityczna w regionie, przerobić go na pomnik Czyngis-chana.